# Unione Centro Valsassina e della Grigna Settentrionale
L'Unione Centro Valsassina e della Grigna Settentrionale è stata un'unione di comuni che riuniva i comuni di Cortenova, Introbio, Parlasco, Pasturo e Primaluna, in provincia di Lecco, dal 29 settembre 2001 al 31 dicembre 2016, in seguito allo scioglimento deliberato dal Consiglio dell'Unione il 13 dicembre dello stesso anno. La sede dell'Unione era ubicata nel comune di Introbio.